# Élections générales espagnoles de 1936
 (février 2023).
Si vous disposez d'ouvrages ou d'articles de référence ou si vous connaissez des sites web de qualité traitant du thème abordé ici, merci de compléter l'article en donnant les références utiles à sa vérifiabilité et en les liant à la section « Notes et références ».
Le 16 février 1936 ont lieu en Espagne des élections générales, les troisièmes et dernières de la Seconde République espagnole. Leur enjeu est la désignation de 473 représentants aux Cortes Generales unicamérales. 
Elles débouchent sur la victoire du Front populaire, coalition de partis de gauche rassemblant entre autres le Parti socialiste ouvrier espagnol (PSOE), la Gauche républicaine, Esquerra Republicana de Catalunya (ERC), le Parti communiste espagnol (PCE) et Acció Catalana, avec une légère majorité relative en nombre de suffrages, mais une avance importante sur le principal parti adverse, la Confédération espagnole des droites autonomes (CEDA), et une large avance en nombre de sièges obtenus (plus de 60 %).

## Mode de scrutin
La loi électorale applicable était celle de 1907 datant de la Restauration, modifiée par deux amendements, en juin 1931 et juillet 1933 : 
- Les provinces (ainsi que les plus grandes villes) établies comme circonscription électorale, avec pour chacune un nombre de sièges en fonction du nombre d’habitants ;
- Le droit de vote des femmes, accordé en 1931[1] ;
- la majorité électorale (âge minimum pour voter) abaissée à 23 ans ;
- la méthode de conversion des votes en sièges modifiée.

## Résultats
| Parti                                                                                | Parti                                                                          | Parti     | Voix      | %     | Sièges |
| ------------------------------------------------------------------------------------ | ------------------------------------------------------------------------------ | --------- | --------- | ----- | ------ |
|                                                                                      | Front populaire (Frente Popular)                                               | FP        | 3 750 900 | 39,63 | 224    |
| Front de Gauche (Front d’Esquerres)                                                  | FE                                                                             | 700 400   | 7,40      | 41    |        |
| Front populaire                                                                      | Front populaire                                                                | 4 451 300 | 47,03     | 265   |        |
|                                                                                      | Confédération espagnole des droites autonomes et droite                        | CEDA-RE   | 1 709 200 | 18,06 | 86     |
| Confédération espagnole des droites autonomes et Parti républicain radical           | CEDA-PRR                                                                       | 943 400   | 9,97      | 39    |        |
| Confédération espagnole des droites autonomes et centre                              | CEDA-PCNR                                                                      | 584 300   | 6,17      | 27    |        |
| Front catalan d'Ordre - Ligue Catalane (Front Català d'Ordre - Lliga Catalana)       | LR                                                                             | 483 700   | 5,11      | 13    |        |
| Confédération espagnole des droites autonomes et Droite libérale républicaine        | CEDA-PRP                                                                       | 307 500   | 3,25      | 9     |        |
| Confédération espagnole des droites autonomes et Parti républicain conservateur      | CEDA-PRC                                                                       | 189 100   | 2,00      | 7     |        |
| Confédération espagnole des droites autonomes et Parti républicain libéral-démocrate | CEDA-PRLD                                                                      | 150 900   | 1,59      | 4     |        |
| Parti agrarien espagnol (Partido Agrario Español)                                    | PAE                                                                            | 30 900    | 0,33      | 0     |        |
| Bloc national                                                                        | Bloc national                                                                  | 4 399 000 | 46,48     | 185   |        |
|                                                                                      | Parti du centre démocratique (Partido del Centro Democrático)                  | PCD       | 299 700   | 3,17  | 10     |
|                                                                                      | Parti nationaliste basque (Euzko Alderdi Jeltzalea-Partido Nacionalista Vasco) | EAJ-PNV   | 150 100   | 1,59  | 9      |
|                                                                                      | Parti républicain radical (Partido Republicano Radical)                        | PRR       | 124 700   | 1,32  | 2      |
|                                                                                      | Parti républicain conservateur (Partido Republicano Conservador)               | PRC       | 23 000    | 0,24  | 2      |
|                                                                                      | Droite libérale républicaine (Partido Republicano Progresista)                 | PRP       | 10 500    | 0,11  | 0      |
|                                                                                      | Phalange espagnole (Falange Española de las J.O.N.S.)                          |           | 6 800     | 0,07  | 0      |
| Total                                                                                | Total                                                                          |           | 9,465,100 | 100   | 473    |